# Doniphan (Missouri)
Pour les articles homonymes, voir Doniphan.
La ville de Doniphan est le siège du comté de Ripley, situé dans l'État du Missouri, aux États-Unis.